# Gūy Dāsh
Gūy Dāsh (persiska: گوی داش, Garī Dāsh) är en ort i Iran.   Den ligger i provinsen Östazarbaijan, i den nordvästra delen av landet, 400 km väster om huvudstaden Teheran. Gūy Dāsh ligger 2 085 meter över havet och antalet invånare är 213.
Terrängen runt Gūy Dāsh är kuperad.Runt Gūy Dāsh är det ganska glesbefolkat, med 22 invånare per kvadratkilometer. Närmaste större samhälle är Moḩammad ‘Alī Qeshlāqī, 7,6 km sydväst om Gūy Dāsh. Trakten runt Gūy Dāsh består i huvudsak av gräsmarker.